# Sar Cheshmeh
Sar Cheshmeh (persiska: سر چشمه) är en ort i Iran.   Den ligger i provinsen Bushehr, i den södra delen av landet, 800 km söder om huvudstaden Teheran. Sar Cheshmeh ligger 193 meter över havet och antalet invånare är 326.
Terrängen runt Sar Cheshmeh är varierad. Sar Cheshmeh ligger nere i en dal. Runt Sar Cheshmeh är det glesbefolkat, med 17 invånare per kvadratkilometer. Närmaste större samhälle är Kerdelān, 17,1 km nordväst om Sar Cheshmeh. Omgivningarna runt Sar Cheshmeh är i huvudsak ett öppet busklandskap.